# Par iónico íntimo
En química, el concepto de par iónico íntimo, introducido por Saul Winstein, describe las interacciones entre un catión, anión y moléculas de disolvente que los rodea. En disoluciones acuosas ordinarias de sales inorgánicas, un ion está solvatado completamente y protegido del contraión. En disolventes menos polares, los dos iones pueden estar conectados en cierto grado. En un par iónico fuerte o íntimo o de contacto, no hay moléculas de disolvente entre los dos iones. Cuando se incrementa la solvatación, el enlace iónico disminuye y resulta en un par iónico separado por el disolvente. El concepto de par iónico explica la estereoquímica en la solvólisis.
El concepto de pares iónicos íntimos es usado para explicar la ligera tendencia por la inversión en la estereoquímica durante una reacción SN1. Se ha propuesto que el disolvente u otros iones en disolución pueden asistir en la remoción del grupo saliente para formar un carbocatión, cuando reacciona de modo SN1; de modo similar, el grupo saliente puede asociarse débilmente con el intermediario catiónico. 